# The Wolverine
The Wolverine (bra: Wolverine: Imortal, ou Wolverine - Imortal; prt: Wolverine) é um filme estadunidense de 2013, dos gêneros ação, fantasia e aventura, dirigido por James Mangold, com roteiro de Scott Frank e Mark Bomback baseado no personagem Wolverine, da Marvel Comics.
É o sexto filme da série de filmes X-Men e o segundo filme tendo Wolverine como atração principal após X-Men Origens: Wolverine, de 2009. Hugh Jackman e Famke Janssen reprisam seus papéis de Wolverine e Jean Grey, respectivamente.
Na trama, que segue os eventos de X-Men 3: O Confronto Final, Logan viaja para o Japão, onde ele se envolve com um velho conhecido em uma luta que tem consequências duradouras. Despojado de sua imortalidade, Wolverine deve lutar como um samurai mortal, bem como seus demônios interiores.[carece de fontes?]
Christopher McQuarrie foi contratado para escrever um roteiro para The Wolverine, em agosto de 2009. Em outubro de 2010, Darren Aronofsky foi contratado para dirigir o filme. O projeto foi adiado após a saída de Aronofsky e do sismo e tsunami de Tohoku de 2011. Em junho de 2011, Mangold foi trazido a bordo para substituir Aronofsky. Bomback foi então contratado para reescrever o roteiro, em setembro de 2011. Os personagens secundários foram lançados em julho de 2012 com a filmagem principal começando no final do mês em torno de Nova Gales do Sul, antes de se mudar para Tóquio, em agosto de 2012 e voltar a Nova Gales do Sul em outubro de 2012. O filme foi convertido para 3D na pós-produção.

## Enredo
Em 1945, Logan, o Wolverine, é mantido em um campo de prisioneiros japoneses perto de Nagasaki. Durante o bombardeio atômico de Nagasaki, Logan resgata um oficial chamado Yashida e o protege da explosão. Logan é incinerado durante a explosão, mas sua mutação o faz sobreviver.
Em 2011, Logan vive como um eremita em Yukon, atormentado por alucinações de Jean Grey, que ele foi forçado a matar alguns anos antes, no final de X-Men: O Confronto Final. Ele é localizado por Yukio, uma mutante com a capacidade premonitória de prever a morte das pessoas, no nome de Yashida, agora o CEO de uma empresa de tecnologia. Yashida, que está morrendo de câncer, quer Logan para acompanhar Yukio ao Japão para que ele possa pagar sua dívida de vida.
Em Tóquio, Logan encontra o filho de Yashida, Shingen, e a neta, Mariko. Lá, Yashida oferece para transferir habilidades de cura de Logan em seu próprio corpo, poupando a vida de Yashida e aliviando Logan de sua imortalidade, que este vê como uma maldição. Logan se recusa e se prepara para sair no dia seguinte. Naquela noite, a médica Drª. Green e Yashida introduz algo no corpo de Logan, mas Logan descarta-lo como um sonho.
Na manhã seguinte, Logan é informado que Yashida morreu. No funeral, gangsters da Yakuza tentam raptar Mariko, mas Logan e Mariko fogem juntos para a expansão urbana de Tóquio. Logan é baleado e suas feridas não se curam tão rapidamente como deveriam. Depois de lutar contra mais gangsters da Yakuza em um trem bala, Logan e Mariko se escondem em um hotel do amor local. Enquanto isso, o guarda-costas de Yashida, Harada, reúne-se com a Víbora, que, depois de demonstrar seus poderes mutantes para ele, exige que ele encontre Logan e Mariko.
Logan e Mariko viajam para a casa de Yashida, em Nagasaki, e os dois caem lentamente se interessam um pelo outro. Enquanto isso, Yukio tem uma visão de Logan morrendo, e vai para avisá-lo. Antes de Yukio chegar, Mariko é capturada pela Yakuza. Depois de interrogar um dos seqüestradores, Logan e Yukio enfrentam o noivo de Mariko, Ministro da Justiça corrupto Noburo Mori. Mori confessa que conspirou com Shingen ter Mariko Yashida morta porque deixou o controle da empresa para Mariko, e não Shingen.
Mariko é trazido diante de Shingen Yashida na propriedade quando chegam ninjas liderados por Harada e levá-la embora. Logan e Yukio chegam mais tarde e, usando a máquina de raio-X de Yashida, descobrem um parasita robótico ligado ao coração de Logan, suprimindo sua capacidade de cura. Logan corta-se aberto e extrai o dispositivo. Durante a operação, Shingen os ataca mas Yukio prendê-lo o tempo suficiente para Logan se recuperar e, depois, matá-lo.
Logan segue a trilha de Mariko para a aldeia de nascimento de Yashida, onde ele é capturado por ninjas de Harada. Logan é colocado em uma máquina por Víbora que revela seus planos para extrair seu fator de cura e lhe apresenta o Samurai de Prata, que usa um terno eletromecânica de armadura japonesa com espadas feitas de adamantium energizados. Mariko escapa de Harada, que acredita que ele está agindo no interesse de Mariko, e consegue livrar Logan da máquina. Harada vê o erro por sua maneira, e é morto pelo Samurai de Prata, ajudando Logan a fugir.
Enquanto isso, Yukio chega e mata Víbora como Logan luta contra o Samurai de Prata. O Samurai de Prata corta as suas garras de adamantium de Logan e começa a extrair as habilidades de cura de Logan, revelando-se Yashida, que falsificou a sua morte. Yashida começa a recuperar sua juventude, mas Mariko intervém e apunha-la Yashida com garras cortadas de Logan enquanto Logan regenera suas garras de osso e termina com Yashida. Logan entra em colapso e tem uma alucinação final de Jean, em que ele decide finalmente deixar a ir.
Mariko torna-se CEO da Yashida Corporation e despede-se de Logan enquanto se prepara para deixar o Japão. Yukio promete ficar ao lado de Logan como seu guarda-costas, e eles partem para lugares desconhecidos.
Em uma cena no meio dos créditos, Logan retorna aos Estados Unidos dois anos mais tarde e é abordado no aeroporto por Magneto e Charles Xavier, o primeiro avisa de uma nova ameaça para a raça mutante (prenúncio de X-Men: Dias de Um Futuro Esquecido).
No final alternativo, quando Logan e Yukio estão no avião, o uniforme clássico amarelo e marrom é revelado na maleta na qual o primeiro abre.

## Elenco
- Hugh Jackman como Logan / Wolverine: Um mutante cuja prodigiosa habilidades de cura e esqueleto de adamantium infundido se combinam para torná-lo praticamente imortal. Jackman, que interpretou o personagem nos anteriores filmes de X-Men, também produziu o filme através de sua empresa Seed Productions.[13] Em termos de seu personagem Wolverine Jackman vê como "o estranho final" e que "a grande batalha, eu sempre pensei com Wolverine, é a batalha dentro de si mesmo." No que diz respeito a luta de Logan com a imortalidade, Jackman disse: "Ele percebe todos que ele ama morre, e toda a sua vida é cheia de dor. Então é melhor que ele só escapa. Ele não pode morrer de verdade. Ele só quer ficar longe de tudo",[14] Jackman afirmou que ele comeu seis refeições por dia, em preparação para o papel.[15] Jackman contactado Dwayne Johnson para algumas dicas sobre volume para cima para o filme. Johnson sugeriu que, durante seis meses, ele ganhar um quilo por semana, ao comer 6.000 calorias por dia, que consistia em "uma enorme quantidade de frango, carne e arroz integral".[16]
- Famke Janssen como Jean Grey: Um membro e ex-mutante dos X-Men, que Logan mata no final de X-Men: O Confronto Final. Jackman disse: "Não há dúvida de que o relacionamento mais importante de sua vida que nos é visto através do cinema, é o seu relacionamento com Jean Grey. Sim, vimos ela morrer no final do X-Men: The Last Stand, mas neste filme, ela tem uma presença que eu acho que é vital para o filme, especialmente para ele enfrentar a coisa mais difícil dentro de si mesmo.[17]
- Rila Fukushima como Yukio: Um mutante precognitivo e um dos assassinos mais mortais do clã de Shingen.[18][19][20] Fukushima disse: "Meu personagem é muito físico. Yukio e Wolverine têm muito em comum. Ela realmente cuida dele e ele também se preocupa com ela."[21] Mangold descrito Yukio como uma lutadora letal que é "ao mesmo tempo sexy e quase tipo surgida a partir do mundo anime".[14]
- Tao Okamoto como Mariko Yashida: A neta de Yashida. Logan protege Mariko quando sua vida torna-se ameaçada, como resultado da vontade de seu avô. Sobre sua personagem, Okamoto disse que Mariko não é um bobalhão e é proficiente em karate e faca de arremesso.[21]
- Hiroyuki Sanada como Shingen Yashida: O pai de Mariko e rival corporativo.[18]
- Svetlana Khodchenkova como Drª. Green / Víbora: Uma mutante, que tem uma imunidade de toxinas.[14][22] Sobre sua personagem, Khodchenkova disse "Víbora realmente não se preocupa muito com as pessoas, a maioria ela só usa para seu próprio propósito."[21] Mangold disse, "como seu nome implica, ela é uma espécie de cobra", e que Víbora vê Logan "como um grande caçador que pode ver um leão caçar sua presa."[14]
- Will Yun Lee como Kenuichio Harada: Um ex-amante de Mariko e chefe do Clã Black Ninja, jurou proteger a família Yashida. Lee disse que ele passou por um treinamento rigoroso de espada para o filme.[21][23]
- Haruhiko Yamanouchi como Ichirō Yashida / Samurai de Prata: Chefe da corporação Yashida, uma tecnologia zaibatsu.[18]
- Brian Tee como Noburo Mori: um corrupto Ministro da Justiça, que está prestes a se casar com Mariko.[23]

Patrick Stewart e Ian McKellen reprisam seus papéis como Professor Charles Xavier e Magneto em aparições durante cena pós-créditos.

## Produção

### Desenvolvimento
"Há muitas áreas da história japonesa, eu amo a ideia deste tipo de caráter anárquico, o estranho, estar neste mundo - Eu posso vê-lo esteticamente, também - cheio de honra e tradição e os costumes e alguém que é realmente anti-tudo isso, e tentando negociar o seu caminho. A ideia do samurai, também - e a tradição lá. É realmente muito bom. Na história em quadrinhos, ele recebe o seu traseiro chutado por um casal de samurai - nem mesmo os mutantes. Ele está chocado pelo que a princípio."

—Hugh Jackman
Em setembro de 2009, Gavin Hood, diretor de X-Men Origens: Wolverine, havia especulado que haveria uma sequência, que seja fixado no Japão. Durante uma das cenas pós-créditos Logan é visto bebendo em um bar no Japão. Esta localização foi objeto da série limitada do personagem de 1982 de Chris Claremont e Frank Miller, que não estava no primeiro filme como Jackman se sentiu "o que precisamos fazer é estabelecer que [Logan] é e descobrir como ele se tornou Wolverine". Jackman declarou que a série Claremont-Miller é a sua história favorita de Wolverine. Do arco japonês, Jackman também afirmou: "Eu não vou mentir para você, eu fui falar com os escritores... Eu sou um grande fã da saga japonesa nos quadrinhos." Antes do lançamento de Wolverine: O Filme, Lauren Shuler Donner se aproximou de Simon Beaufoy para escrever o roteiro, mas ele não se sente confiante o suficiente para escrever. Em 5 de maio de 2009, a apenas quatro dias após o seu prazo inicial fim de semana, a sequência foi confirmada oficialmente.
Christopher McQuarrie, que foi creditado por seu trabalho em X-Men, foi contratado para escrever o roteiro para a sequência de Wolverine em agosto de 2009. Segundo Shuler Donner, a sequência iria incidir sobre a relação entre Wolverine e Mariko, a filha de um senhor do crime japonês, e o que acontece com ele no Japão. Wolverine teria um estilo de luta diferente, devido ao pai de Mariko ter "esta vara como arma. Haverá samurai, ninja, lâminas katana, diferentes formas de artes marciais -. Mano-a-mano, o combate extremo". Ele continuou: "Queremos torná-lo autêntico, então eu acho que é muito provável que vamos fotografar no Japão. Eu acho que é provável que os personagens vão falar Inglês ao invés de japonês com legendas". Em janeiro de 2010, na People's Choice Awards, Jackman afirmou que o filme iria começar a filmar em meados de 2011, e em março de 2010 McQuarrie declarou que o roteiro foi concluído para a produção para começar em janeiro do ano seguinte. Fontes indicaram Darren Aronofsky estava em negociações para dirigir o filme depois que Bryan Singer recusou a oferta.

### Pré-produção
"Se você tem um herói que não pode ser ferido, só há uma maneira de criar estacas ou perigo, e isso é para colocar as pessoas que ele se preocupa em perigo. E, não muito diferente da coisa da amnésia, que pode se cansar muito rápido... Eu acho que há muito a minerar em Logan, sem roubar-lhe a auto-conhecimento. O que eu queria apresentar ao público foi, o que é que gosta de se sentir um prisioneiro em uma vida que você não pode escapar? Você acumula dor e perda, e manter isso com você e como você seguir em frente."

—James Mangold
Em outubro de 2010, Jackman confirmou que Aronofsky iria dirigir o filme. Jackman comentou que com Aronofsky como diretor, Wolverine 2 não vai ser "normal", afirmando: "Isto é, espero que, para mim, vai ser fora de caixa. Vai ser o melhor, espero... bem, eu diria isso, mas eu realmente sinto isso, e eu sinto que isso vai ser muito diferente. este é Wolverine. isto não é Popeye. Ele é meio escuro... mas, você sabe, esta é uma mudança de ritmo. Chris McQuarrie, que escreveu The Usual Suspects, escreveu o roteiro, de modo que vou dar-lhe uma boa pista. [Aronofsky] vai fazer isso ser fantástico. Lá vai para ser um pouco de carne sobre os ossos. Haverá algo para se pensar como quando você sair do cinema, com certeza." Também em outubro, foi relatado que o filme iria começar a filmagem principal, em março de 2011, em Nova Iorque, antes da produção deslocar-se para o Japão pela maior parte da filmagem.
Enquanto Jackman em 2008 caracterizou o filme como "uma continuação de X-Men Origens: Wolverine", Aronofsky em novembro de 2010 disse que o filme, agora intitulado The Wolverine, era um "one-off" em vez de uma sequência. Também em novembro, a Fox Filmed Entertainment enviou um comunicado à imprensa afirmando que assinaram com Aronofsky e sua produtora Protozoa Pictures para um novo contrato de dois anos, negócio global. Sob o acordo, Protozoa iria desenvolver e produzir filmes, tanto para 20th Century Fox e Fox Searchlight Pictures. Filme de estréia de Aronofsky sob o pacto teria sido The Wolverine.
Em março de 2011, Aronofsky deixou a direção do filme, dizendo em um comunicado: "Como eu falei mais sobre o filme com os meus colaboradores na Fox, ficou claro que a produção de The Wolverine iria me manter fora do país por quase um ano.... eu não estava confortável em estar longe da minha família por esse período de tempo. Estou triste porque eu não vou ser capaz de ver o projeto passar, pois é um roteiro fantástico e eu estava muito ansioso para trabalhar novamente com meu amigo, Hugh Jackman". Fox também decidiu ser "não tem pressa" para iniciar a produção devido aos danos incorridos no Japão pelo sismo e tsunami de Tohoku de 2011.
 Apesar disso, Jackman disse que o projeto foi avançando. "É muito cedo para chamar sobre o Japão, eu não tenho certeza de onde eles estão. Portanto, agora estamos descobrindo outro diretor, mas Fox está muito ansioso para fazer o filme e estamos avançando a todo vapor para encontrar outro diretor".

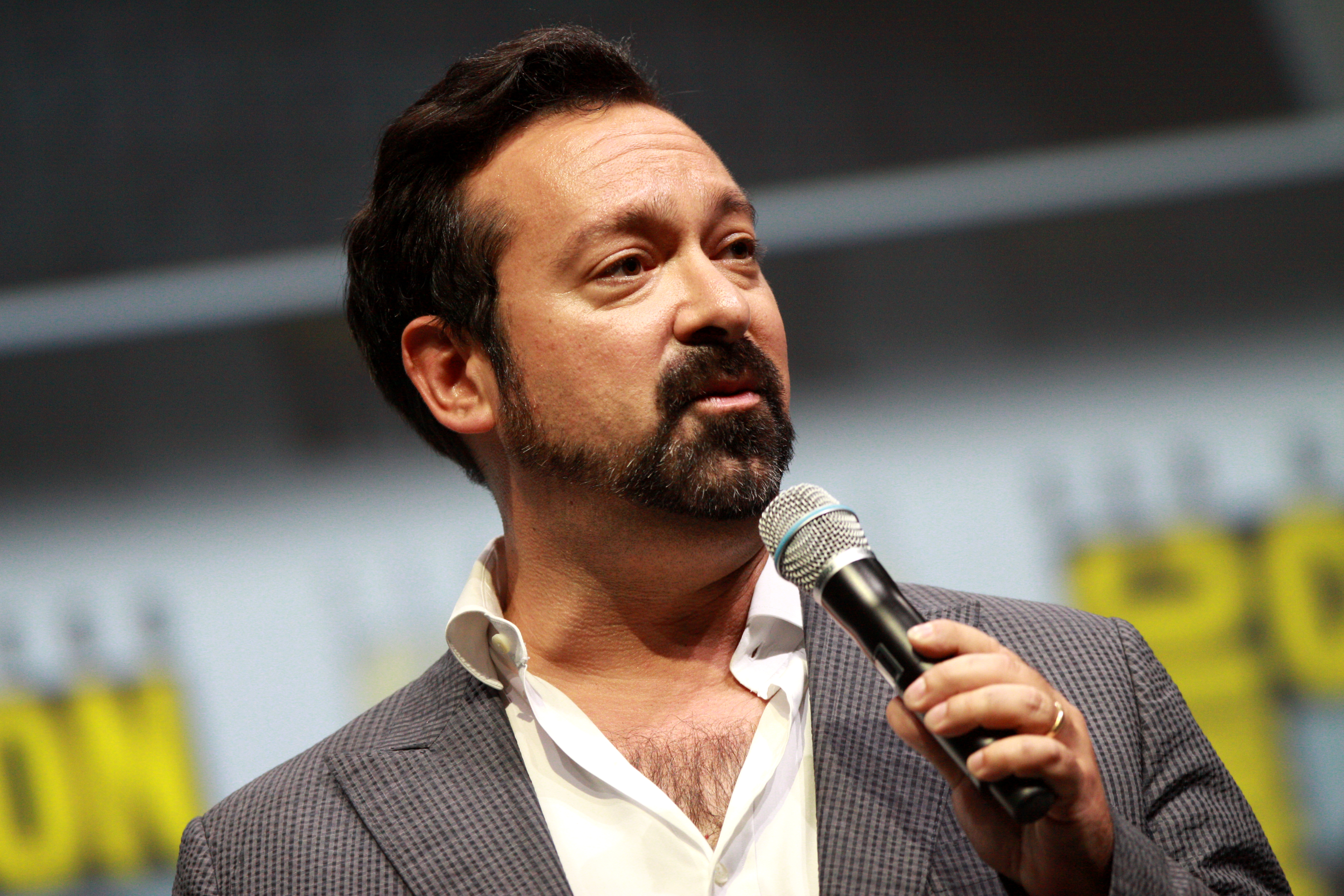
James Mangold no San Diego Comic Con International de 2013.

Em maio de 2011, a Fox tinha uma lista de oito candidatos para substituir Aronofsky, incluindo diretores José Padilha, Doug Liman, Antoine Fuqua, Mark Romanek, Justin Lin, Gavin O'Connor, James Mangold e Gary Shore. Em junho de 2011, a Fox entrou em negociações com Mangold e pretendia começar a filmagem principal no outono de 2011. Em julho de 2011, Jackman disse que pretende começar a filmar em outubro de 2011 e que ele iria lutar contra o Samurai de Prata.
Em agosto de 2011, The Vancouver Sun informou que as filmagens ocorreriam a partir de 11 de novembro de 2011 a 1 de Março de 2012 no Canadian Motion Picture Park em Burnaby, Colúmbia Britânica. Quase imediatamente, as filmagens foi adiado para a Primavera de 2012 para que Jackson pudesse trabalhar em Os Miseráveis.
 Em setembro, Mark Bomback foi contratado para reescrever o roteiro de McQuarrie. Em um ponto, Bomback tentou trabalhar com Rogue no script, mas ele a rejeitou por ser "pateta" e "problemática". Em fevereiro de 2012, a data de lançamento foi definida em 26 de julho de 2013, e em abril, as filmagens foi marcada para começar em agosto de 2012, na Austrália, que serviria como o local principal devido a incentivos financeiros e fiscais.
Em julho de 2012, atores Hiroyuki Sanada, Hal Yamanouchi, Tao Okamoto e Rila Fukushima haviam sido escalados como Shingen, Yashida, Mariko e Yukio, respectivamente. Adicionalmente, Will Yun Lee foi escalado como Harada, e Brian Tee como Noburo Mori.
Também em julho de 2012, foi noticiado que Jessica Biel iria interpretar Viper. No entanto, no San Diego Comic-Con International de 2012 Biel disse que seu papel no filme "não era um negócio feito", explicando: "As pessoas continuam falando sobre isso. Eu não sei nada sobre isso. É um pouco cedo demais para esse tipo de anúncio". Poucos dias depois, as negociações entre Biel e 20th Century Fox haviam quebrado. Mais tarde, em julho, a Fox tinha começado as negociações com Svetlana Khodchenkova para assumir o papel. Algo incomum para filmes de ação, The Wolverine apresenta quatro papéis principais femininos e "passa o Teste de Bechdel cedo e muitas vezes", segundo a Vulture. Mangold notou que ele escreveu suas heroínas para que "todas elas têm missões. Todos elas têm trabalho a fazer que não seja o objeto de afeto", com a intenção de evitar o "desgastado" tropo da donzela em apuros.
Em agosto de 2012, Guillermo del Toro revelou que ele estava interessado em dirigir o filme, como o arco japonês era sua história favorita de Wolverine. Após o encontro com Jim Gianopulos e Jackman, del Toro desistiu, decidindo que ele não queria passar dois ou três anos de sua vida trabalhando no filme.

## Cronologia
Linha do Tempo (Presente):
X-Men: Primeira Classe (Ano de 1963)
X-Men Origens: Wolverine (prelúdio ambientado em 1845, história principal em 1979)
X-Men: O Filme (ano de 2000)
X-Men 2 (ano de 2003)
X-Men: O Confronto Final (ano de 2006)
Wolverine - Imortal (ano de 2011)
Linha do Tempo (Logan):
Logan (Ano de 2029)
Deadpool & Wolverine (Ano posterior à 2029)
Linha do Tempo (Revisada):
X-Men: Primeira Classe (Ano de 1962)
X-Men: Dias de Um Futuro Esquecido (Passado; Ano de 1973)
X-Men: Apocalipse (Ano de 1983)
X-Men: Fênix Negra (Ano de 1992)
Deadpool (Ano de 2016)
Deadpool 2 (Ano de 2018)
X-Men: Dias de um Futuro Esquecido (Futuro; Ano de 2023)
Deadpool & Wolverine (Ano de 2024)

OBS: X-Men: Dias de Um Futuro Esquecido alterou ambas as linhas do tempo. A linha do tempo do passado e futuro se separaram e cada uma tomou um rumo diferente, deixando de depender uma da outra.